# Greatest Hits (musikalbum av Abba)
Greatest Hits är ett samlingsalbum och ett greatest hits-album med musik av den svenska popgruppen Abba, utgivet i Sverige den 17 november 1975 . Albumet släpptes i andra delar av världen under 1976, noterbart i Storbritannien 10 april och i USA och Kanada 18 september. 
Albumet räknas som ett av Abba:s bäst säljande album någonsin, mycket tack vare försäljningsframgångarna i Storbritannien och USA. Albumet blev gruppens första etta på albumlistan i Storbritannien, där det blev det första av åtta Abba-album i rad att nå förstaplatsen. I Storbritannien kom albumet att bli det näst mest sålda albumet under hela 1970-talet, endast Simon & Garfunkels Bridge over Troubled Water hade större framgångar under decenniet. I flertalet länder i Europa samt i Australien och Nya Zeeland var försäljningen lägre, på grund av andra redan etablerade samlingsalbum med gruppens musik. 

## Historik
Gruppens musik gavs ut av olika skivbolag i olika territorier runtom i världen och dessa skapade vid tiden sina egna samlingsalbum med gruppens största hitsinglar - däribland kan nämnas The Best of Abba, som är ett av de mest sålda albumen någonsin i Nya Zeeland. Istället för att importera en samlingsutgåva bestämde sig Polar Music för att släppa ett eget internationellt samlingsalbum med gruppens musik. Samtliga låtar togs från gruppens tre första studioalbum, Ring ring, Waterloo och Abba. Den äldsta låten på skivan är "People Need Love" som spelades in och gavs ut under 1972. Utgåvan från 1976 innehåller gruppens då senaste singel "Fernando", som gruppen hade spelat in efter att Anni-Frid Lyngstad först spelat in den på svenska till sitt soloalbum Frida ensam. 
Samtliga låtar utom "Dance (While The Music Still Goes On)" hade givits ut på singelskiva i olika territorier runtom i världen. Trots titeln hade bara hälften av låtarna på albumet legat på de större hitlistorna. "Waterloo", "SOS", "Mamma Mia" och (senare) "Fernando" hade tagit sig in på topp 10 i Storbritannien, men bara den första av dem var en topp 10-hit i USA. Övriga låtar hade ett varierat resultat på singellistor runtom i världen och förutom de låtar som togs med på albumet hade även "I've Been Waiting For You" och "Love Isn't Easy (But it Sure Is Hard Enough)" släppts som singlar i olika territorier.
"Fernando" lades till och "Hasta Mañana" togs bort på albumutgåvan i USA och Kanada och antalet låtar hölls då till 14 - samma antal som på den svenska originalutgåvan. I Storbritannien lades "Fernando" till i låtlistan och den utgåvan innehåller 15 låtar. 
2006 släpptes Greatest Hits på CD för att markera 30-årsjubileet av albumet. CD-skivan innehåller då alla 15 låtar.  

## Skivomslaget
Greatest Hits gavs ut med ett utvikbart skivomslag, så att fram- och baksidan kunde ses i en bild. Till originalutgåvan hösten 1975 valde Polar Music att använda en tecknad bild av Hans Arnold, föreställande gruppen iförda fantasifulla kläder, spelandes på fantasiinstrument och omgivna av varelser som är till hälften djur och musikinstrument. Bilden hade givits till gruppen som pris då de i en omröstning i Veckorevyn utsetts till Årets grupp 1975.  
I andra delar av världen, exempelvis Storbritannien och Nordamerika, valdes ett fotografi där gruppmedlemmarna sitter på en parkbänk i ett höstlandskap, taget av Bengt H. Malmqvist i Stockholm 1975.

## Låtlista
All text och musik är skriven av Björn Ulvaeus och Benny Andersson, om inte annat anges.
Sida ett
1. "SOS" (Anderson, Andersson, Ulvaeus) – 3:22
2. "He Is Your Brother" – 3:17
3. "Ring Ring" (Anderson, Andersson, Cody, Sedaka, Ulvaeus) – 3:03
4. "Hasta Mañana" (Anderson, Andersson, Ulvaeus) – 3:09
5. "Nina, Pretty Ballerina" – 2:52
6. "Honey, Honey" (Anderson, Andersson, Ulvaeus) – 2:55
7. "So Long" – 3:06

Sida två
1. "I Do, I Do, I Do, I Do, I Do" (Anderson, Andersson, Ulvaeus) – 3:15
2. "People Need Love" – 2:43
3. "Bang a Boomerang" (Anderson, Andersson, Ulvaeus) – 3:02
4. "Another Town, Another Train" – 3:10
5. "Mamma Mia" (Anderson, Andersson, Ulvaeus) – 2:54
6. "Dance (While The Music Still Goes On)" – 3:12
7. "Waterloo" (Anderson, Andersson, Ulvaeus) – 2:42

## I andra media
Den amerikanska versionen av albumomslaget förekommer i science-fictionfilmen The Martian från 2015, när maken till rymdfararen Melissa Lewis via videolänk visar att han funnit vinylutgåvan av albumet. "Waterloo" förekommer även i filmens soundtrack.

## Listplaceringar
I Sverige låg Greatest Hits på albumlistan i 21 veckor, varav fyra veckor på förstaplatsen.
I Storbritannien låg albumet på första plats i 11 veckor och blev 1976 års mest sålda album där. 
I USA noterades albumets högsta placering våren 1977, då singeln med "Dancing Queen" låg etta där. Låten finns inte med på Greatest Hits, men singelns topplacering skapade intresse för gruppens tidigare material. 
| Lista (1975-1977) | Topplacering |
| ----------------- | ------------ |
| Belgien           | 2            |
| Finland           | 3            |
| Japan             | 4            |
| Kanada            | 6            |
| Norge             | 1            |
| Rhodesia          | 1            |
| Storbritannien    | 1            |
| Sverige           | 1            |
| USA               | 48           |
| Västtyskland      | 2            |